# Миколаївське лісове господарство
ДП «Миколаївське лісове господарство» — державне підприємство, підпорядковане  Миколаївському обласному управлінню лісового та мисливського господарства, підприємство з вирощування лісу, декоративного садивного матеріалу, виготовлення пиломатеріалів.
На даний момент ДП «Миколаївське лісове господарство» перебуває у стані припинення.

## Лісництва
- Андріївське
- Новоодеське
- Миколаївське

## Керівництво
- Гордієнко Микола Володимирович — директор